# Akaga-Gletscher
Der Akaga-Gletscher (bulgarisch ледник Акага lednik Akaga) ist ein 5,7 km langer und 2,2 km breiter Gletscher an der Nordenskjöld-Küste des Grahamlands auf der Antarktischen Halbinsel. Von den südöstlichen Hängen des Detroit-Plateau fließt er südlich des Sinion-Gletschers und nördlich des Gletschers mit dem Arrol-Eisfall in ostsüdöstlicher Richtung zur Odrin Bay.
Britische Wissenschaftler kartierten ihn 1978. Die bulgarische Kommission für Antarktische Geographische Namen benannte ihn 2013 nach Akaga, einer protobulgarischen Anführerin des 6. Jahrhunderts.